# Jan McFarlane

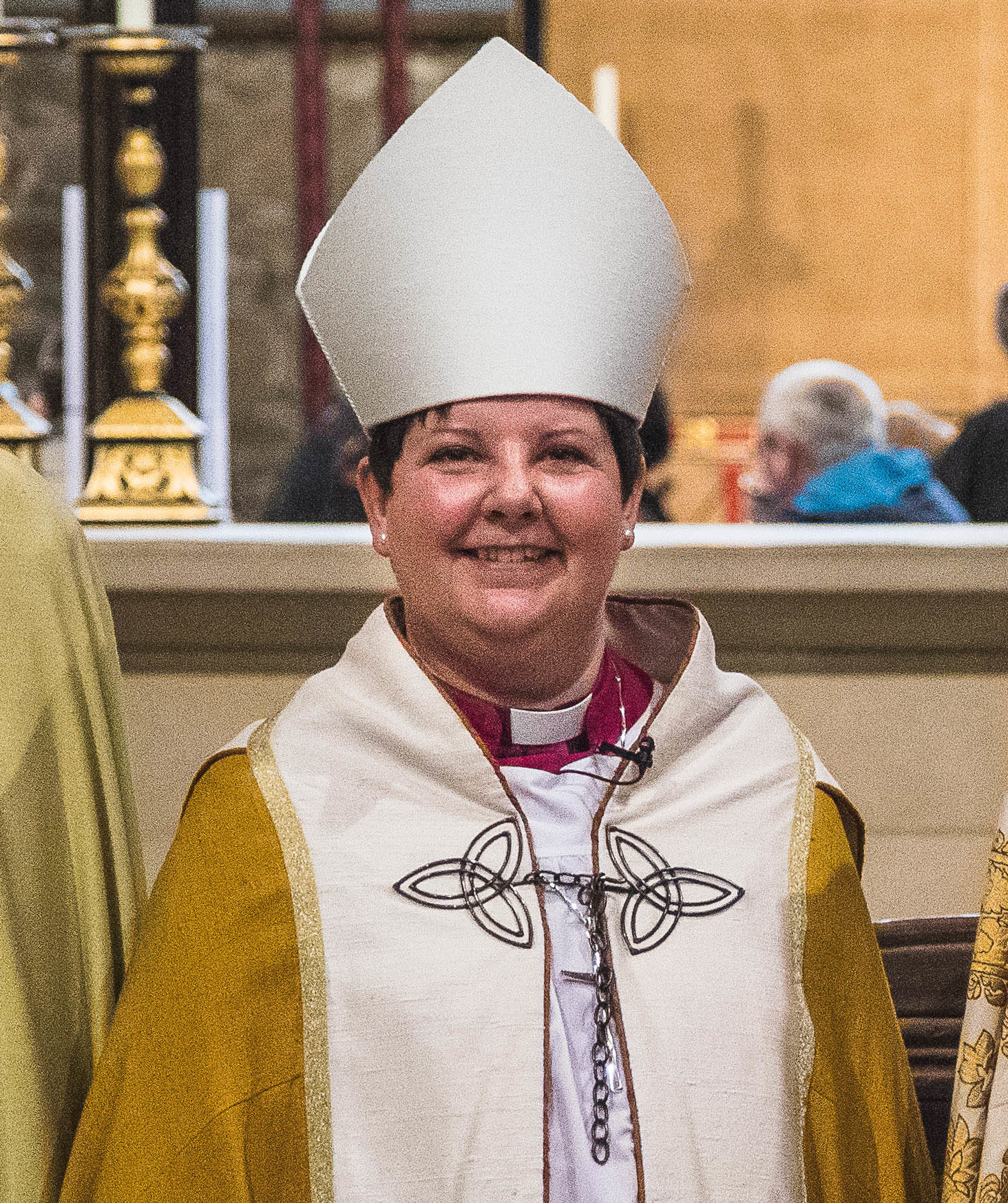
Jan McFarlane

Janet Elizabeth „Jan“ McFarlane (* 1964 in Stoke-on-Trent, Staffordshire) ist eine britische anglikanische Theologin. Von 2016 bis 2020 war sie  Bischöfin von Repton in der Diözese Derby in der Church of England.

## Leben
McFarlane wurde in Stoke-on-Trent, Staffordshire, England, geboren. Ihre Eltern waren nicht religiös und keine Kirchgänger. Sie besuchte die Blythe Bridge High School, eine staatliche Secondary School, in Blythe Bridge in der Nähe von Stoke-on-Trent. Sie studierte nach ihrer Schulausbildung Medical Science an der University of Sheffield mit dem Ziel, Sprachtherapeutin zu werden. Zu ihren Studienfächern gehörten Anatomie, Physiologie, Sprachwissenschaft und Kinderpsychologie. 1987 schloss sie mit einem Bachelor of Medical Science (BMedSci) ihr Studium an der University of Sheffield ab. Sie arbeitete anschließend als Sprachtherapeutin und Logopädin beim National Health Service und spezialisierte sich auf die Arbeit mit gehörlosen Kindern; in dieser Zeit lebte sie in North Staffordshire.
Über den Kontakt zu Freunden kam McFarlane zur Kirche und zum Glauben. Sie besuchte Gottesdienste und leitete schließlich eine Jugendgruppe in der Gemeinde. Sie studierte dann Theologie am St John’s College der University of Durham, wo sie 1992 mit einem Bachelor of Arts (BA) im Fach Theologie abschloss. Zur Vorbereitung auf ihr Priesteramt besuchte sie das Cranmer Hall College in Durham, ein evangelikales („open evangelical“) Theologisches College der Anglikanischen Kirche.
1993 wurde sie zur Diakonin geweiht; 1994 folgte ihre Priesterweihe. Sie war eine der ersten Frauen in der Church of England, die zu Priesterinnen geweiht wurden. Ihre Priesterlaufbahn begann sie von 1993 bis 1996 in der Diözese Lichfield als Vikarin (Curate) an der Christ Church in Lichfield. Von 1996 bis 1999 war sie Kaplanin (Chaplain) und Hilfskanonikerin (Minor Canon) an der Ely Cathedral. 1999 wurde sie „Director of Communications“ in der Diözese Norwich. Von 2001 bis 2009 wirkte sie als Hauskaplan (Chaplain) von Graham James, dem Bischof von Norwich.
2009 wurde sie Archidiakonin (Archdeacon; Vorsteher eines Kirchensprengels) von Norwich. Am 15. März 2009 wurde sie in der Kathedrale von Norwich offiziell in ihr Amt eingeführt. McFarlane war bei ihrer Ernennung zur Archidiakonin eine von lediglich neun Frauen in diesem Amt bei insgesamt 112 Archidiakonen in der Church of England. Sie ist außerdem seit 2005 Diözesanvertreterin in der Generalsynode der Church of England. McFarlane setzte sich intensiv für die Frauenordination in der Anglikanischen Kirche ein.
Am 26. Februar 2016 wurde ihre Ernennung zur Suffraganbischöfin von Repton offiziell bekanntgegeben. Sie war Nachfolgerin von Humphrey Southern, der im April 2015 Leiter (Principal) des Ripon College in Cuddesdon wurde. Jan McFarlane wurde am 29. Juni 2016 in London, gemeinsam mit Jo Wells, der Suffraganbischöfin von Dorking, von Justin Welby, dem Erzbischof von Canterbury, zur Bischöfin geweiht.
Im Januar 2020 gab sie bekannt, dass sie ihr Amt aufgeben und als residierende Kanonikerin (Residentiary Canon) und Ehrenamtliche Hilfsbischöfin (Honorary Assistant Bishop) in die Diözese Lichfield zurückkehren werde. Im April 2023 übernahm sie zunächst interimistisch das Amt der Dekanin an der Kathedrale von Lichfield, in das sie am 21. September 2024 offiziell eingesetzt wurde.
Sie ist auch als Predigerin bei lokalen Radiosendern tätig.

## Persönliches
Jan McFarlane ist mit dem Kameramann Andrew Ridoutt verheiratet; er arbeitet für das Fernsehen. Zu ihren Hobbys gehören Ausflüge aufs Land und an den Strand, der Besuch von ländlichen Pubs und Spaziergänge mit ihrem Hund, einem Zwergschnauzer.
Im Februar 2014 wurde bei McFarlane Brustkrebs diagnostiziert; sie musste sich einer Operation, einer Chemotherapie und einer Strahlentherapie unterziehen. Mit ihrer Erkrankung ging McFarlane offensiv um; sie berichtete in der Zeitung Eastern Daily Press von ihrer Krankheit und trat, nach dem Haarausfall infolge der Behandlung, in der Öffentlichkeit ohne Kopftuch und Perücke auf.

## Werke
Jan McFarlane verfasste theologische Bücher in der Reflections-Serie bei Church House Publishing, u. a. Pocket Prayers of Blessing (2012) und Pocket Prayers for Advent and Christmas (2009).
- Jan McFarlane: Pocket Prayers for Advent and Christmas. Hrsg.: Church House Publishing. Pocket Prayers, London 2009, ISBN 978-0-7151-4196-0, S. 96 (englisch, books.google.de [abgerufen am 3. Dezember 2016]).
- Jan McFarlane, Paula Gooder, Stephen Cottrell, Nick Baines: Ready Steady Slow: An Advent Calendar to Chill with. Hrsg.: Church House Publishing. Church House Publishing, London 2010, ISBN 978-0-7151-4221-9, S. 48 (englisch, books.google.de [abgerufen am 3. Dezember 2016]).
- Jan McFarlane: Pocket Prayers of Blessing. Hrsg.: Church House Publishing. Pocket Prayers, London 2012, ISBN 978-0-7151-4239-4, S. 96 (englisch, books.google.de [abgerufen am 3. Dezember 2016]).